# Polaritó

Relació de dispersió de polaritons fonònics en GaP. Les corbes vermelles són les relacions de dispersió de fonons i fotons desacoblats, les corbes negres són el resultat de l'acoblament (de dalt a baix: polariton superior, fonó LO, polariton inferior).

En física, polaritó  són quasipartícules bosòniques resultants d'un fort acoblament d'ones electromagnètiques (fotó) amb un dipol elèctric o magnètic que porta l'excitació (estat) de matèria sòlida o líquida (com ara un fonó, un plasmó o un excitó). Els polaritons descriuen l'encreuament de la dispersió de la llum amb qualsevol ressonància que interacciona.
Són una expressió de repulsió de nivell (fenomen quàntic), també conegut com a principi d'encreuament evitat. En aquesta mesura, els polaritons es poden considerar els nous modes normals d'un material o estructura donats que sorgeixen del fort acoblament dels modes nus, que són el fotó i l'oscil·lació dipolar. Les quasipartícules bosòniques són diferents dels polarons (quasipartícula fermiònica), que és un electró més un núvol de fonons adjunt.
Els polaritons violen el límit d'acoblament feble i els fotons associats no es propaguen lliurement en els cristalls. En canvi, la velocitat de propagació depèn fortament de la freqüència del fotó.
S'han obtingut resultats experimentals significatius sobre diversos aspectes dels excitons-polaritons en el cas de l'òxid de coure (I).

## Història
Les oscil·lacions dels gasos ionitzats van ser observades per Lewi Tonks i Irving Langmuir el 1929. Els polaritons van ser considerats teòricament per primera vegada per Kirill Borisovich Tolpygo. A la literatura científica soviètica es van anomenar excitons de llum. Aquest nom va ser suggerit per Solomon Isaakovich Pekar, però el terme polariton, proposat per John Hopfield, va ser adoptat.
Kirill Tolpygo va obtenir estats acoblats d'ones electromagnètiques i fonons en cristalls iònics i la seva relació de dispersió, ara coneguda com a polaritons fonònics, el 1950 i de manera independent Huang Kun el 1951. Les interaccions col·lectives van ser publicades per David Pines i David Bohm el 1952, i els plasmons van ser descrits en plata per Herbert Fröhlich i H. Pelzer el 1955.
RH Ritchie va predir plasmons de superfície el 1957, després Ritchie i HB Eldridge van publicar experiments i prediccions de fotons emesos per làmines metàl·liques irradiades el 1962. Otto va publicar per primera vegada sobre plasmon-polaritons de superfície el 1968. La superfluidesa dels polaritons a temperatura ambient es va observar el 2016 per Giovanni Lerario et al., a l'Institut de Nanotecnologia CNR NANOTEC, utilitzant una microcavitat orgànica que suporta excitons-polaritons estables de Frenkel a temperatura ambient.
El 2018, els científics van informar del descobriment d'una nova forma de llum de tres fotons, que pot implicar polaritons i podria ser útil en ordinadors quàntics.
L'any 2024, els investigadors van informar d'un acoblament ultrafort de la capa PEPI en una microcavitat Fabry-Pérot formada per dos miralls parcialment reflectants. La capa PEPI és una perovskita bidimensional feta de (PEA)2PbI4 (iodur de plom de fenetilamoni). La col·locació d'una capa de PEPI dins d'una microcavitat de Fabry-Pérot forma polaritons i permet el control de l'aniquilació d'excitons-excitons, augmentant l'eficiència de les cèl·lules solars i la intensitat ED.

## Tipus
Un polaritó és el resultat de la combinació d'un fotó amb una excitació polar en un material. Els següents són els tipus de polaritons:
- Els polaritons fonònics resulten de l'acoblament d'un fotó infraroig amb un fonó òptic
- Els polaritons d'exciton resulten de l'acoblament de la llum visible amb un excitó[12]
- Els polaritons intersubbandes resulten de l'acoblament d'un fotó infraroig o terahertz amb una excitació intersubbanda.
- Els polaritons dels plasmons superficials resulten de l'acoblament dels plasmons de la superfície amb la llum (la longitud d'ona depèn de la substància i la seva geometria)
- Els polaritons de Bragg ("Braggoritons") resulten de l'acoblament de modes de fotons de Bragg amb excitons massius[13]
- Els plexcitos resulten de l'acoblament de plasmons amb excitons[14]
- Els polaritons de Magnon resulten de l'acoblament de Magnon amb la llum
- Els pitons resulten de l'acoblament de fluctuacions de càrrega o gir alternades amb la llum, clarament diferents dels polaritons magnons o excitons[15]
- Polaritons de la cavitat[16]